# Pałac Dadiani
Muzeum Historii i Architektury Pałaców Dadiani (gruz. დადიანების სასახლეთა ისტორიულ-არქიტექტურული მუზეუმი) – gruzińskie muzeum narodowe zlokalizowane w Zugdidi, w regionie Megrelia-Górna Swanetia w Gruzji. Muzeum Historii i Architektury Pałacu Dadiani jest uważane za jeden z najwybitniejszych pałaców na Kaukazie. Jest to budowla neogotycka.

## Historia
Pierwsza wystawa wykopalisk archeologicznych starożytnego miasta Nakalakevi została przygotowana przez megrelijskiego księcia Davida Dadianiego i miała miejsce w 1840 roku. Trzy pałace tworzą nowoczesny kompleks muzealny, którego częścią jest także kościół Matki Boskiej Blachernae i ogród botaniczny w Zugdidi. W Muzeum Historii i Architektury Pałaców Dadiani znajdują się eksponaty naturalnego dziedzictwa kulturowego Gruzji – materiały skarbowe Tagiloni, święta szata Matki Bożej, ikona królowej Bordochan – matki królowej Tamary, rękopisy z XIII – XIV wieku, miniatury, pamiątkowe relikwie Dadiani dynasty, oraz przedmioty związane z cesarzem Francji Napoleon Bonaparte – przywieziony do pałacu przez męża córki Davida Dadianiego, prince Książę Karol Ludwika Napoleon Achille Murat (1847-1895), wnuk siostry Napoleona, Karoliny Bonaparte.
Pałac został całkowicie przekształcony w muzeum 1 maja 1921 roku z inicjatywy gruzińskiego etnografa i geologa Akakiego Czanturii.

## Kolekcja archeologiczna
Na początku 1848 roku książę Megrelii, David Dadiani, zwykł pokazywać swoim gościom kolekcję archeologiczną i numizmatyczną z Nokalakevi, stanowiska archeologicznego w Megrelii. Część eksponatów odnalazł sam David Dadiani, a część kupił od osadników w swojej domenie. Najważniejszym wykopaliskiem archeologicznym Davida Dadianiego były badania Nokalakevi – znanej w starożytności jako Archeopolis.

## Literatura
- Giorgi Kalandia. „დადიანების სასახლეების საგანძური“. თბ. 2003
- Giorgi Kalandia. „ოდიშის საეპისკოპოსოები“. თბ. 2004
- Giorgi Kalandia. „მარიამ ღვთისმშობლის სიწმინდეები და საქართველო“. თბ. 1999
- Giorgi Kalandia. „ზუგდიდის ისტორიული მუზეუმი“. თბ. 2002
- Giorgi Kalandia. „ზუგდიდის დადიანების სასახლე“. თბ. 2001
- Giorgi Kalandia. „გაძარცვული საგანძური“. თბ 2006
- Giorgi Kalandia. „ფერადი წარსული“ თბ.2007